# 공화국선수권대회 축구
공화국선수권대회 축구는 조선민주주의인민공화국에서 1972년부터 매년 개최되는 전국규모의 체육대회인 공화국선수권대회(共和國選手權大會)의 축구 종목 대회이다.

## 역사
1972년에 시작되었다.
공화국선수권대회는 연령제한이 없으며 종목별로 정해진 참가기준에 해당하는 기록을 가진 선수들은 누구나 참가할 수 있다. 
이 때문에 중앙과 지역 팀의 수준차이가 상당하기 때문에 2006년부터 축구 종목에서 중앙체육단팀을 아예 지역별 예선에서 제외시켰다고 알려져 있다.

## 우승 기록

### 남자부
- 1972년부터 2000년까지 기록은 알려지지 않음
- 2001년: 4·25체육단
- 2002년: 알려지지 않음
- 2003년: 알려지지 않음
- 2004년: 리명수체육단* 2005년: 알려지지 않음
- 2006년: 4·25체육단
- 2007년: 압록강체육단
- 2009년: 경공업성체육단
- 2011년:
- 2013년:
- 2015년:
- 2017년:
- 2019년: 려명체육단[2]
- 2024년: 1위: 려명, 2위: 압록강, 3위: 4·25

### 여자부
- 2019년: 내고향녀자축구선수단
- 2024년: 내고향  (2위 4.25팀, 3위 리명수팀)